# Goacampa
Goacampa is een geslacht van vlinders van de familie tandvlinders (Notodontidae), uit de onderfamilie Dudusiinae.

## Soorten
- G. olcesta Schaus, 1939
- G. variabilis Schaus, 1901